# Cerveza en Corea del Norte
Corea del Norte cuenta con al menos diez cervecerías principales y muchas microcervecerías que ofrecen una amplia gama de productos cerveceros. La marca líder es la cerveza rubia ligera Taedonggang, producida por la Compañía Cervecera Taedonggang, de propiedad estatal.
Los problemas de distribución de bienes y suministro eléctrico del país han obligado a los cerveceros norcoreanos a innovar. Para minimizar los problemas de distribución, muchos restaurantes y hoteles mantienen sus propias microcervecerías. Debido a la falta de fiabilidad en el suministro eléctrico, que dificulta la refrigeración de la cerveza, los norcoreanos han desarrollado su propia cerveza de vapor, un estilo de cerveza originalmente estadounidense que se elabora a temperaturas más altas de lo normal y que está ampliamente disponible.
Aunque el licor coreano soju es la bebida preferida, la cerveza ocupa el segundo lugar en términos de consumo. Desde la década de 1980, la cerveza ha estado al alcance de los norcoreanos comunes, aunque sigue siendo racionada. Por otro lado, los turistas disfrutan de cerveza a bajo costo sin tales limitaciones.

## Historia
Los japoneses introdujeron la cerveza en Corea colonial en la década de 1930 en forma de cervezas lager alemanas. Tras la Segunda Guerra Mundial y la independencia, hasta al menos 1960, toda la cerveza en Corea del Norte era producida domésticamente. Para la década de 1980, la cerveza estaba tan ampliamente disponible que la mayoría de los norcoreanos podían consumirla. Hasta mediados de la década de 1990, cuando el sistema de racionamiento estatal comenzó a desmoronarse, los norcoreanos recibían una botella de licor coreano soju y tres botellas de cerveza por cada festividad pública importante en Corea del Norte. Todas las cervezas norcoreanas se envasan en botellas de vidrio fabricadas localmente. Durante la Hambruna norcoreana, las botellas de cerveza se utilizaron para terapia intravenosa debido a la escasez de equipos hospitalarios adecuados.
Aunque ya existían cervecerías, la producción cervecera en Corea del Norte comenzó en serio en el año 2000, cuando el líder del país, Kim Jong-il, quiso construir una cervecería emblemática en el país. La Compañía Cervecera Taedonggang, de propiedad estatal, compró la antigua cervecería de Ushers of Trowbridge en el Reino Unido y la importó a Corea del Norte. En abril de 2002, la Fábrica de Cerveza Taedonggang abrió en la capital Pionyang. Poco después, siguieron la Microcervecería Paraíso Rakwon y la Microcervecería del Hotel Yanggakdo.
El 12 de agosto de 2016, la cervecería Taedonggang inauguró el primer festival de cerveza del país. El festival fue cancelado en 2017, posiblemente debido a la sequía.
Hasta las recientes dificultades económicas, había salones de cerveza gestionados por el gobierno en Pionyang y otras ciudades importantes. Hoy en día, la cerveza está generalmente disponible en restaurantes privados, que se han vuelto más comunes desde que el control gubernamental sobre la economía se ha relajado.

## Cultura cervecera
Corea del Norte tiene una vibrante cultura cervecera a pesar del aislamiento del país.
La cerveza no es la bebida alcohólica más popular entre los norcoreanos, que generalmente prefieren el licor coreano soju. En consecuencia, la cerveza norcoreana es poco conocida. Sin embargo, la cerveza y el soju son las dos bebidas alcohólicas más comunes en el país, con un 94,9 por ciento de todo el alcohol consumido (en alcohol puro) siendo licor y el 5,1 por ciento restante cerveza. Un norcoreano promedio consume poco menos de un litro de alcohol puro en forma de cerveza anualmente. No obstante, se dice que los norcoreanos «aman la cerveza tanto como los europeos o norteamericanos». Según Josh Thomas, un cervecero aficionado que ha recorrido cervecerías norcoreanas:

«El hombre promedio de Pionyang bebe cerveza con bastante frecuencia, al menos una vez por semana. Las personas en el campo beben con menos frecuencia, y algunas nunca lo hacen. La cultura cervecera aún se está desarrollando; principalmente son hombres que van a un bar después del trabajo, bebiendo un par de cervezas».

En el futuro, se espera que el consumo de cerveza crezca especialmente entre los jóvenes. Los jóvenes norcoreanos han comenzado a emular a sus contrapartes surcoreanas, para quienes la cerveza y la música folclórica fueron una tendencia juvenil en la década de 1970.

## Disponibilidad

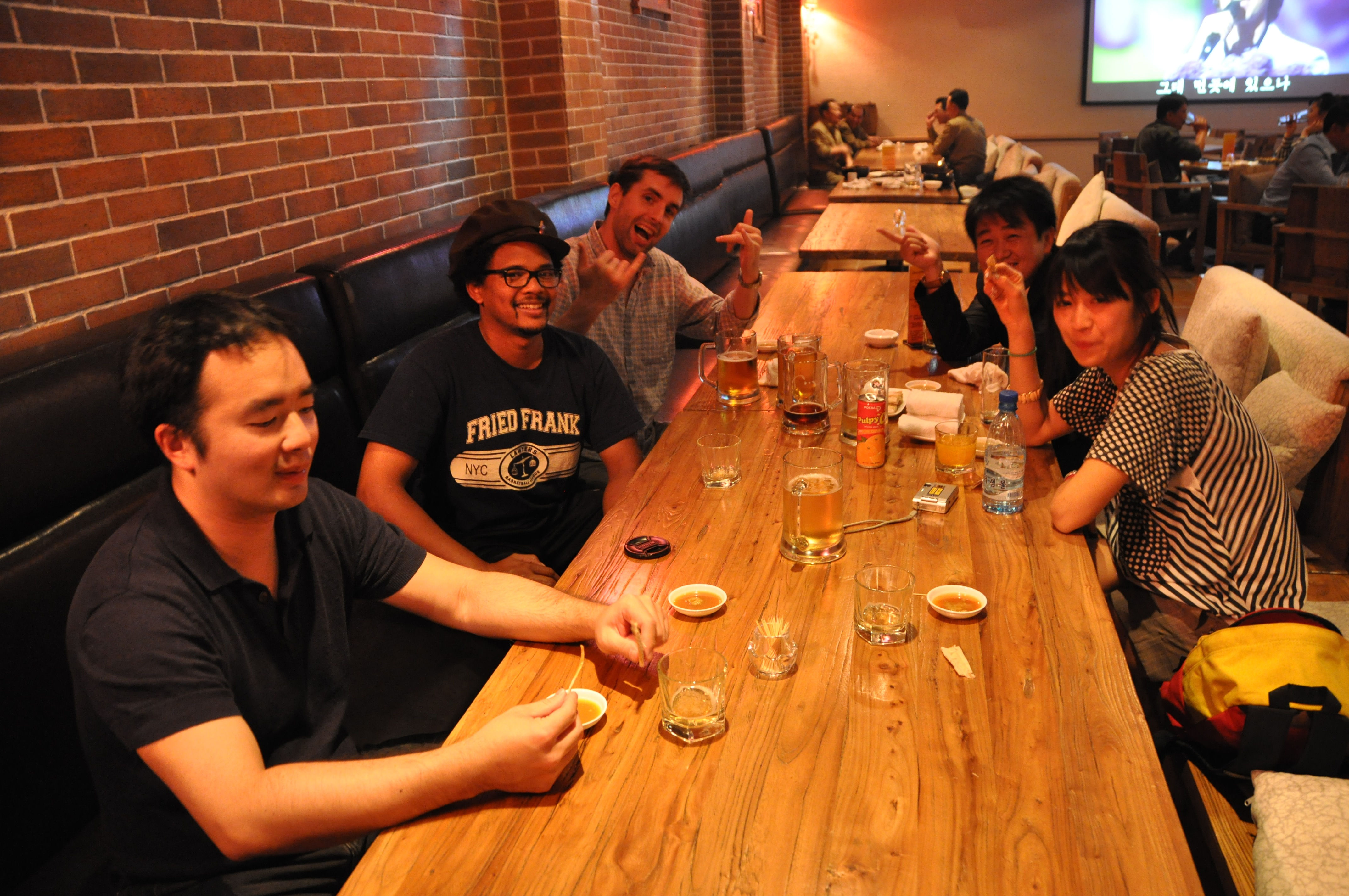
Un grupo de turistas en la Microcervecería Taedonggang No. 3 en Pionyang. La cerveza está disponible para los turistas sin limitaciones.

La cerveza producida en masa se puede encontrar en todo el país, y las microcervecerías también son comunes.
Los norcoreanos deben usar cupones de alimentos para comprar cerveza, lo que reduce sus raciones de granos. Los hombres norcoreanos que residen en Pionyang pueden recibir vales de cerveza que les permiten obtener uno o dos litros mensuales de cerveza en bares de bajo costo. Estas limitaciones hacen de la cerveza una bebida principalmente para la élite. No es raro que los «donju», los «nuevo rico» de Pionyang, frecuenten casas de cerveza. Según la KCNA, hay unas 300 nuevas llaves de cerveza instaladas en Pionyang, en línea con los planes anunciados anteriormente de abrir 300 bares. Hay un «enorme número» de bares en Pionyang donde se puede encontrar cerveza. En verano y durante los festivales, aparecen carpas de cerveza alrededor de Pionyang.
Los turistas pueden comprar cerveza con moneda extranjera sin las limitaciones que se aplican a los norcoreanos. Una cerveza en hoteles internacionales cuesta alrededor de dos euros. Aunque, según Josh Thomas, el verdadero «precio de beber cerveza norcoreana es inclinarse ante muchas estatuas de Kim Il-sung y Kim Jong-il, escuchar su versión de la guerra de Corea, y comer todo lo que te den para comer».
En los mercados de agricultores, una botella de cerveza cuesta alrededor de 53 won norcoreano. Las cervezas extranjeras como Heineken, Tiger, Erdinger y bávaras están cada vez más disponibles. Una lata de cerveza china, como Tsingtao o Harbin, puede costar hasta 4,000 won en el «Jangmadang» (mercado gris). Los campesinos pobres elaboran su propia cerveza con los ingredientes que puedan encontrar; «Encontramos harina de maíz y lúpulo e hicimos algo que salió de un color blanco extraño. Al menos era efervescente como la cerveza», recuerda un desertor norcoreano.

## Marcas

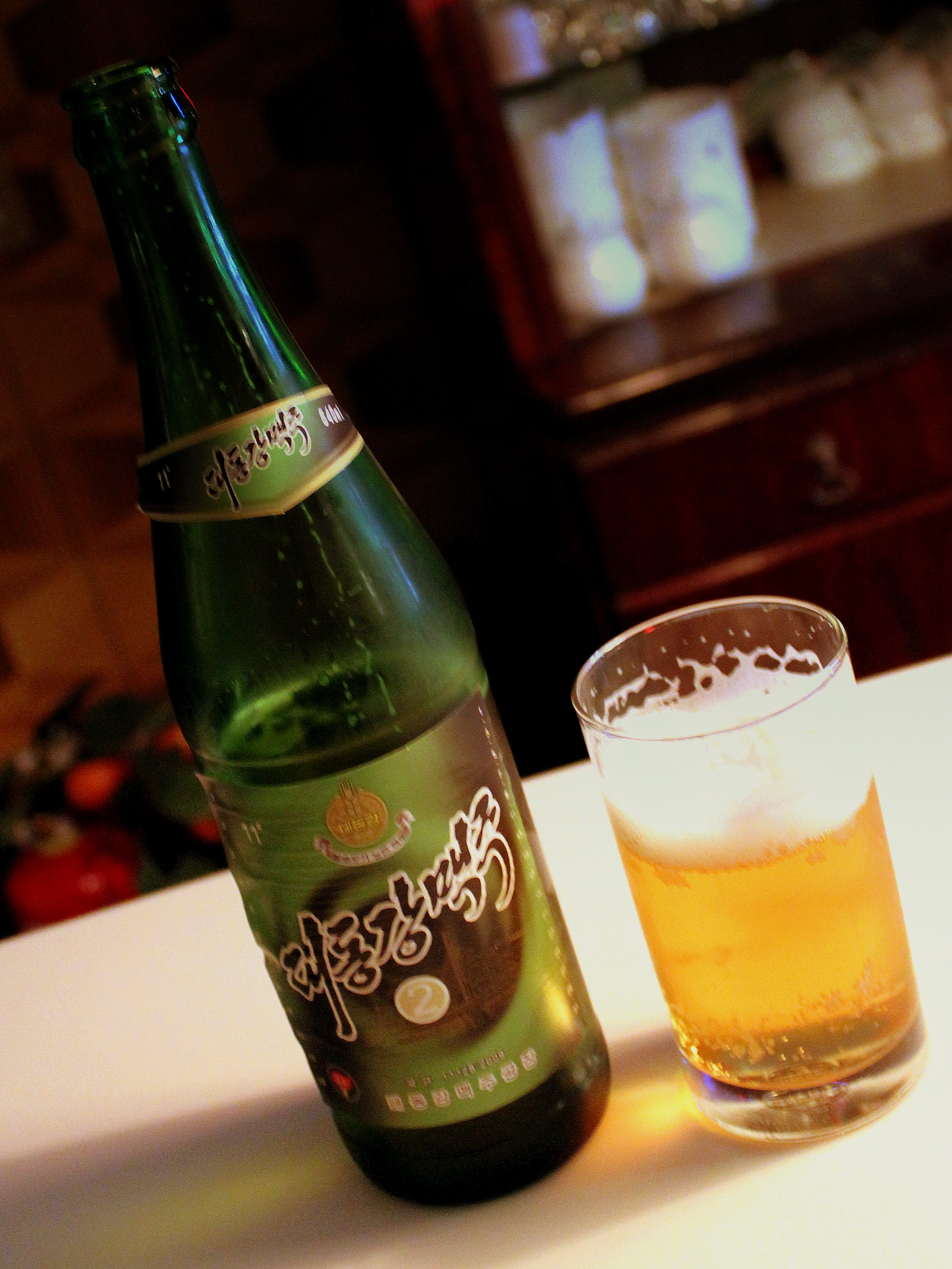
Taedonggang es la marca de cerveza líder en Corea del Norte.

Hay al menos diez cervecerías en Corea del Norte. El país tiene más cervecerías importantes que Corea del Sur. Entre las cervecerías se encuentran la Microcervecería Paraíso, la Microcervecería del Hotel Yanggakdo (del Hotel Internacional Yanggakdo) y la Cervecería Nacional Taedonggang. Se elaboran varias cervezas diferentes en el país, «que van desde cervezas de vapor hasta stouts de avena, porters de chocolate y pale ales». Según Josh Thomas, «para un país que comúnmente experimenta hambrunas, Corea del Norte tiene una gama sorprendentemente amplia de cervezas».
Taedonggang, «Río Taedong», una lager dorada anaranjada, es la marca líder. Se considera una de las cervezas de mejor calidad en toda Corea, o incluso «significativamente mejor» que todas las demás cervezas de producción masiva en el resto de Asia. Taedonggang se exportó, incluso a Corea del Sur, desde 2005 hasta 2007, cuando Pionyang aumentó su precio. Otras marcas incluyen Ryongsong, Pionyang, Pohak, Ponghak, Rakwon («Paraíso») y Samgak («Delta»).

### Microcervecerías

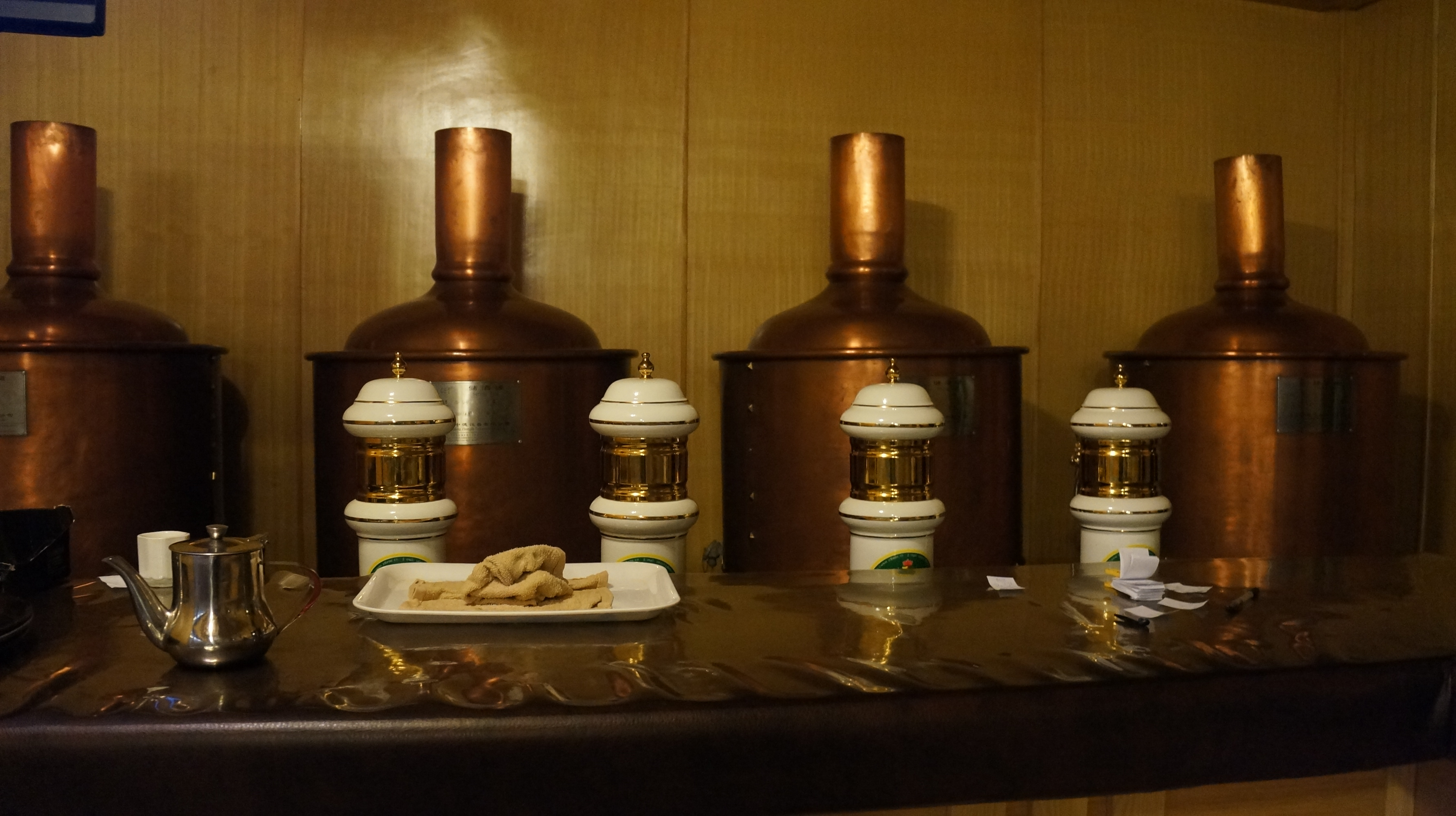
Microcervecería Paraíso Rakwon en Pionyang es una de las muchas microcervecerías de Corea del Norte.

Hay muchas microcervecerías en el país. La «sorprendente cultura de microcervecerías» se puede explicar por las sanciones contra Corea del Norte que limitan la disponibilidad de combustible, haciendo que la distribución de cerveza sea una parte particularmente difícil del ciclo de vida del producto:

«Es un país de microcervecerías. El hotel elabora su propia cerveza. La bolera elabora su propia cerveza. Los restaurantes elaboran su propia cerveza. La cerveza nacional Taedonggang estaba ciertamente disponible en todo el país, pero cualquier lugar con suficiente espacio para una microcervecería parecía construir una para compensar las ineficiencias de la cadena de suministro».

Muchos bares y hoteles elaboran su propia cerveza. El Hotel Koryo, por ejemplo, alberga una microcervecería que sirve lo que se considera «la mejor cerveza oscura de la ciudad». También hay una microcervecería en el Hotel Turístico Chongjin en Chongjin. Existe una microcervecería con equipos fabricados en Chequia en la Zona Económica Especial de Rason. Solo la Compañía Cervecera Taedonggang podría clasificarse como una cervecería «macro», y el resto son, en efecto, microcervecerías.

### Cerveza de vapor
Existe una variedad norcoreana de cerveza de vapor, un estilo de cerveza originalmente estadounidense que se elabora a temperaturas más altas de lo normal. La versión norcoreana surgió por necesidad. Los frecuentes cortes de energía hacían imposible mantener una temperatura baja constante para la elaboración. Las cervezas de vapor norcoreanas se elaboran con levadura lager, pero por la misma razón de refrigeración poco fiable, las ale también son muy apreciadas. Las cervezas de vapor norcoreanas son tan ubicuas que se puede decir que «la cerveza promedio es una cerveza de vapor». Dado que el arroz —un ingrediente básico en las cervezas asiáticas— se reserva para alimentos, y la cebada no se usa generalmente en la cocina coreana, hay abundante cebada para usar en la elaboración, hasta el punto de cervezas totalmente de cebada.Como resultado, las cervezas son más oscuras, llenas y maltosas, lo que se considera una ventaja sobre otras cervezas asiáticas. Las necesidades han obligado a los norcoreanos a hacer, según un escritor, «cervezas más interesantes que las de la mayoría de los otros países del mundo».

## Calidad
Las cervezas norcoreanas tienen un bajo contenido de lúpulo debido a las preferencias de sabor. Las cervecerías norcoreanas cuentan con abundante agua fresca. Debido al subdesarrollo de las industrias de Corea del Norte, no hay problemas de contaminación del agua. Otros ingredientes se importan.
En general, la cerveza norcoreana es «relativamente buena», y tiende a no ser tan ligera como sus contrapartes surcoreanas, cuya reputación es de insipidez y baja calidad. La revista económica británica The Economist causó revuelo en Corea del Sur cuando declaró en 2012 que «la elaboración de cerveza sigue siendo prácticamente la única actividad útil en la que Corea del Norte supera al Sur». El artículo y el éxito de las microcervecerías norcoreanas impulsaron a la industria cervecera surcoreana a reformarse, incluyendo cambios en la ley de licores para permitir la microelaboración.